# Johann Adolph Hasse
Johann Adolph Hasse (în varianta italiană Giovanni Adolfo, botezat 25 martie 1699, Bergdorf - d. 16 decembrie 1783, Veneția) a fost un compozitor german.

## Biografie

### Începuturile în Germania
Hasse s-a născut la Bergdorf, care era în acea vreme oraș azi fiind o parte a orașului Hamburg. A primit primele lecții de muzică de la tatăl său. Înzestrat cu o voce frumoasă de tenor, el a ales o carieră de cântăreț pe care a început-o la trupa de operă de la Gänsemarkt din Hamburg condusă de Reinhard Keiser, 

## Opera
- Antioco (1721)
- Sesostrate (1726)
- L'Astarto (1726)
- Gerone, tiranno di Siracusa (1727)
- Attalo, re di Bitinia (1728)
- L'Ulderica (1729)
- Tigrane (1729)
- Ezio (1730)
- Artaserse (1730) Se del fiume, din Artaserse (1730-1734)ⓘ
- Dalisa (1730)
- Arminio (1730)
- Cleofide (1731) (reluată sub titlul Alessandro nelle Indie)
- Catone in utica (1731)
- Demetrio (1732)
- Cajo Fabrizio (1732)
- Euristeo (1732)
- Siroe (1733)
- Tito Vespasiano (1735)
- Senocrita (1737)
- Atalanta (1737)
- Asteria (1737)
- Irene (1737)
- Alfonso (1738)
- Viriate (1739)
- Serpentes ignei in deserto (1740)
- Numa (1741)
- Lucio Papirio (1742)
- L'asilo d'amore (1742)
- Didone abbandonata (1742)
- Issipile (1742)
- Antigono (1743)
- Ipermestra (1744)
- Semiramide riconosciuta (1744)
- La spartana generosa (1747)
- Leucippo (1747)
- Demofoonte (1748)
- Il Natale di Giove (1749)
- Attilio Regolo (1750)
- Ciro riconosciuto (1751)
- Adriano in Siria (1752)
- Solimano (1753)
- L'eroe cinese (1753)
- Artemisia (1754)
- Il re pastore (1755)
- L'Olimpiade (1756)
- Nitteti (1758)
- Il sogno di Scipione (1758)
- Achille in Sciro (1759)
- Alcide al bivio (1760)
- Zenobia (1761)
- Il trionfo di Clelia (1762)
- Egeria (1764)
- Romolo ed Ersilia (1765)
- Partenope (1767)
- Piramo e Tisbe (1768)
- Ruggiero (1771)